# 久恒啓一
久恒 啓一（ひさつね けいいち、1950年1月3日- ）は、多摩大学名誉教授。宮城大学名誉教授。NPO法人知的生産の技術研究会理事長。日本未来学会理事。富士箱根伊豆国際学会アドバイザー。

## 略歴
1950年大分県中津市生まれ。大分県立中津北高等学校卒業。九州大学法学部卒業。大学在学中は探検部で活動（キャプテン）する。
1973年日本航空に入社。24年間にわたり装備工場、札幌空港支店、ロンドン空港、客室本部労務担当、広報課長、サービス委員会事務局次長などを歴任した。この間、30歳からNPO法人知的生産の技術研究会（知研）にも所属し、著作活動を開始する。最初の単著『図解の技術』（日本実業出版社）がきっかけとなり1997年に野田一夫学長に請われ、宮城大学教授へ転身する。
宮城大学では11年間にわたり教授を務め、学生部長、キャリア開発室長、大学院研究科長、総合情報センター長、学長補佐を歴任。
2008年に多摩大学教授に就任。学長室長、経営情報学部長を経て、副学長をつとめた。授業では立志人物論などの講義を担当。
主な執筆分野は、図解思考・仕事術・人物論が中心で、総著作数は2021年末で150冊を超えている。2002年の「図で考える人は仕事ができる」、2010年の「図解で身につく! ドラッカーの理論」はベストセラーになった。
同郷人である福沢諭吉の言葉「今日も生涯の一日なり」を座右の銘としており、2004年以来毎日更新し続けているブログのタイトルにも使用している。このブログは2021年に連続記入6000日を超えている。
郷里の中津市立小幡記念図書館には「久恒啓一著作コーナー」がある。また母校である中津北高校には「久恒啓一著作コーナー」がある（どちらも本人の寄贈による）。
著作について、近年は「日本人のアタマの革命」をめざす「図解」シリーズに加え、1000館に迫る「人物記念館の旅」と、2016年以来毎日書き続け2000日を超える「名言との対話」を資料とした「日本人のココロの革命」をめざす「人物論」に力を入れている。
久恒啓一図解ウェブ：http://hisatune.net
- 1950年 大分県中津市生まれ。大分県立中津北高等学校卒業。1973.3 九州大学法学部卒業。
- 1973.4 日本航空に入社。整備本部装備工場管理課配属（労務）。1975.12 日本航空札幌空港支店総務課（経理・施設）。1977.7 日本航空ロンドン空港支店（総務）。1978.9 日本航空国際客室乗員室（乗員管理）。1980.12 日本航空客室本部業務部（人員計画・労務）。1985.12 日本航空広報部（マスコミ対策・企業広報誌・社内広報）。1989.12 日本航空広報部課長（企業広報・社内広報・社会貢献）。1992.2-1994.11 日本航空サービス委員会事務局課長（CSによる経営革新）。1994.5-1995.9 日本航空業務改革委員会事務局（リエンジニアリング）。1994.12－1997.3 日本航空サービス委員会事務局次長。
- 1997.4　宮城大学看護学部教授。1998.4-2008.3 宮城大学事業構想学部教授。1998.4-2001.3 学生部長。2000.6-2001.9 キャリア開発室長。2001.4-2008.3 大学院事業構想学研究科教授。2003.4-2005.3 大学院事業構想学研究科長。2004年- 中国吉林大学客員教授。2006.4-2008.3 総合情報センター長。2007.4-2008.3 学長補佐。
- 2008.4　 多摩大学経営情報学部教授・大学院経営情報学研究科教授。2009.2-2012.3 学長室長。2014.4-.総合研究所長。2010.2-2012.3 地域活性化マネジメントセンター副所長。2012.4-2017.3　経営情報学部長。2015.4-2018.3  多摩大学副学長。2019年より2020年は特任教授。
- 2020年より『久恒啓一図解コミュニケーション全集』全10巻を刊行中。

## 著作
- 『コミュニケーションのための図解の技術 企画力とプレゼンテーション能力アップのための「知的生産術」』日本実業出版社　1990
- 『自分をクリエイトする「入門」知的生産の技術』大和出版　1995
- 『図解の技術・表現の技術 知的生産のためのヴィジュアル情報学入門』ダイヤモンド社　1997　達人ブックス
- 『大胆図解･日本の白書』同文館　1999
- 『企画とプレゼンテーションのための描ける!ビジネス図解。』同文舘出版　2000
- 『自分を高めるインターネット勉強法』ロングセラーズ　2001
- 『図解仕事人』2001　光文社新書
- 『自作ホームページ超活用法 図で表現する人は仕事ができる!』ロングセラーズ　2002　<ムック>の本
- 『図で考える人の図解表現の技術 思考力と発想力を鍛える20講』日本経済新聞社　2002
- 『図で考える人は仕事ができる』日本経済新聞社　2002　のち文庫
- 『仕事と人生で成功する人の図で考える習慣』幻冬舎　2003
- 『仕事力を高める方法は「図」がすべて教えてくれる!』PHP研究所　2003
- 『図解人生がうまくいく人は図で考える』三笠書房　2003
- 『図解で考える40歳からのライフデザイン 10年単位の人生計画の立て方』2003　講談社+α新書
- 『図で考える人の「実践」知的生産の技術』大和出版　2003
- 『図で考える人は仕事ができる 実践編』日本経済新聞社　2003
- 『できる人になるには勉強してはいけない! "職人ビジネスマン"のすすめ』青春出版社　2003
- 『凡才・久恒流誰でもできる「仕事革命」』すばる舎　2003
- 『頭のいい子は図で育つ』全日出版　2004
- 『実戦!仕事力を高める図解の技術』ダイヤモンド社　2004
- 『図解で実践タイムマネジメント プロジェクトも自分の人生も鳥瞰することで成功の鍵が見えてくる』アスキー　2004　知的生産のツールシリーズ
- 『図解で作るホームページ活用術 個人サイトをナレッジマネジメントツールとして活用』アスキー　2004　知的生産のツールシリーズ
- 『図で読み解く!ドラッカー理論 久恒流』かんき出版　2004　「図解で身につく!ドラッカーの理論」中経の文庫
- 『見晴らしを良くすれば仕事は絶対にうまくいく! 「久恒流」図解ビジネス発想法』実業之日本社　2004
- 『合意術 「深掘り型」問題解決のすすめ』日本経済新聞社　2005
- 『図考プレゼン実践の極意 Visioでマスターする』アスキー　2005
- 『図で考えれば文章がうまくなる 「図解文章法」のすすめ』PHP研究所　2005　のち文庫
- 『必ず目標を実現する「鳥の目」手帳術』日本実業出版社　2006
- 『通勤電車で寝てはいけない!』三笠書房　2006　「通勤時間「超」活用術」知的生きかた文庫
- 『残業はするな、「前業」をせよ! 朝のスタートダッシュで人生が決まる』大和書房　2007　のち文庫
- 『図解今の日本がひと目でわかる! どうしても知っておきたい!社会人の常識』三笠書房　2007
- 「図で考える」ことができる人、できない人 仕事と人生を変える思考技術トレーニング66題』PHP研究所　2007
- 『仕事は頭でするな、身体でせよ! 一気に成長する人は、動き出してから考える』大和書房　2008
- 『仕事は「日曜の夜」から始めなさい! 一歩抜きん出るためのスピード仕事術』廣済堂出版　2008
- 『勉強はやめて、けもの道を走ろう!』ビジネス社　2008
- 『あなたの人生が上手くいく7つの「成功法則」』三笠書房　2009
- 『志 混迷の時代道をひらく言葉130』ディスカヴァー・トゥエンティワン　2009　『人生の道を拓く言葉130 偉業をなしとげた人々の「志」』日経ビジネス人文庫
- 『スッキリ考え、1秒で説得図解の極意 PowerPoint/Word/Excelで自由自在 Microsoft Office 2003対応』アスキー・メディアワークス 2009　ビジネス極意シリーズ
- 『図解資本論』マルクス 原著 ; 久恒啓一 編著　イースト・プレス　2009
- 『タテの会議ヨコの会議 時間半減、生産性倍増の実践ノウハウ』ダイヤモンド社　2009
- 『30歳からの人生リセット術 悔いなく生きるために』2010　創元社ビジネス
- 『遅咲き偉人伝 人生後半に輝いた日本人』PHPエディターズ・グループ 2010
- 『問題がすっきり解決!図解思考の本』PHP研究所　2010
- 『書くだけで人生が好転する妄想ノート』2012　成美文庫
- 『図で考える技術が身につくトレーニング30 = 30 trainings to develop the skill to think by drawing Zukai』ユーキャン学び出版 2012
- 『30代からの人生戦略は「図」で考える！』2012  ＰＨＰ研究所
- 『日本一わかりやすい　図解日本史』2014  PHP研究所
- 『40文字でわかる！　知っておきたいビジネス理論』2014ＰＨＰ研究所
- 『団塊坊ちゃん青春記』2017　多摩大出版会
- 『万葉歌の世界』2017監修　日本地域社会研究所
- 『偉人の命日366名言集』2017　日本地域社会研究所
- 『偉人の誕生日366名言集』2018　日本地域社会研究所
- 『100年人生の生き方死に方』2018　さくら舎
- 『新・深・真　知的生産の技術』2019　日本地域社会研究所
- 『リーダー・管理職のための　心を成長させる　名経営者の言葉』2019　日本実業出版社
- 『50歳からの人生戦略は「図」で考える』2021年　プレジデント社

## 共著
- 『図解自分伝説V 就職・転職に成功するキャリア戦略』沼田芳夫共著　アイキューブ　1999　適職発見book
- 『能率手帳でえがくビジネス自分史』キャリアサポート研究会共著　日本能率協会マネジメントセンター　1999
- 『図解・「年金不安」がたちまちなくなる本 「人生の予算書」を作れば大丈夫! 平成16年版』豊田眞弓共著　PHP研究所　2004
- 『伝える力 各界トップランナーが講師をつとめる自己表現の教室』知的生産の技術研究会共編　すばる舎　2004
- 『「あの人イヤだ!」と言う前によい人間関係をつくる「心の習慣」』和泉育子共著　全日出版　2005
- 『図解世界の名著がわかる本』図考スタジオ共著　三笠書房　2007　「図解でわかる!難解な世界の名著のなかみ」中経の文庫
- 『図解vs文章 ビジネスにはどちらが強い?どちらが役立つ?』樋口裕一共著　プレジデント社　2008　ピンポイント選書
- 『対話力』樋口裕一共著　2009　中公新書ラクレ

## 電子書籍
- 図解　人生がうまくいく人は図で考える（UNITED BOOKS 2013)
- 図で考えることができる人、できない人（PHP研究所 2012)
- 通勤時間「超」活用術　電車の中編　始業前編（カードブック版）（UNITED BOOKS 2012)
- 伝える力　聞く力・考える力（カードブック版）(UNITED BOOKS 2012)
- 問題がすっきり解決！図解思考の本（ＰＨＰ研究所　2012)
- 図で考えれば文章がうまくなる（ＰＨＰ研究所　2012)
- 図解で身につく！ドラッカーの理論（中経出版　2011)
- 知の現場（東洋経済新報社　2009)

## ソフト
- 図解作成ソフト図解マスター（ジャストシステム	2005)（監修)
- 「自分伝説V」CD-ROM (1999）(共同監修)
- 自分傳説 CD-ROM (ナムコ,1999)(共同監修)

## ビデオ/DVD
- 企画･プレゼンに活かす図解表現の技術(DVD) (日本経済新聞社,2006)（監修）
- ヒット企画の技術（ビデオ）全２巻 (日本経済新聞社,1990)(共同監修)

## 海外での自著の翻訳出版
- ３０歳からの人生リセット術（韓国、2013)
- 図で読み解く！　ドラッカー理論 (電子工業出版社（中国）,2009)
- 図で読み解く！　ドラッカー理論 (RandomHouse（韓国）,2009)
- 図考プレゼン実践の極意 (博碩文化(台湾),2006.6)
- 図で考える人の［実践］知的生産の技術	(EMORNINGPUB(韓国),2006.5)
- 図解で考える40歳からのライフデザイン (講談社＋α新書(韓国),2005.11)
- 図で読み解く！ドラッカー理論　((台湾）2005.11)
- 実戦！仕事力を高める図解の技術 (ダイヤモンド社(韓国),2004.11)
- VisualThinking（「図で考える人の図解表現の技術」） (日本経済新聞社（韓国）,2004)
- できる人になるには勉強してはいけない！ (青春出版社（韓国）,2004.8)
- 図で考える人は仕事ができる (designhouse（韓国）,2003)
- 図形思考　(商周出版（台湾）,2003.01)
- 新知識誕生的奥秘 （台湾）